# Fresques de la Tombe des danseuses
 (juillet 2024).
Les fresques de la Tombe des danseuses sont une série de six panneaux de tuf ornés de fresques provenant de la Tombe des danseuses de Ruvo di Puglia dans les Pouilles et conservés au Musée archéologique national de Naples.

## Histoire
Les fresques ont été réalisées à l'occasion de la construction du tombeau, vers le IVe siècle av. J.-C.. Elle ont été réalisées par divers artistes ; l'utilisation de pigments tels que le cinabre suggère que la personne qui a commandé la tombe était une personnalité de haut rang, presque certainement un guerrier.
Immédiatement après la découverte du tombeau, juste à l'extérieur des murs de Ruvo di Puglia, le 15 novembre 1833, l'appareil décoratif des fresques fut déposé pour être restauré, même si certaines figures, trop endommagées, furent perdues. Environ cinq ans plus tard, les panneaux ont été offerts au roi de Naples Ferdinand II des Deux-Siciles et installés au Musée Royal Bourbon, devenu plus tard le musée archéologique national de Naples, où ils sont toujours conservés, dans la section Magna Grecia.

## Description
Le cycle de fresques est divisé en six panneaux provenant de la partie supérieure du décor pictural du tombeau : le thème serait celui d'une danse,, la geranos, ou « danse des grues ». Il s'agit d'une danse circulaire imitant le vol des grues, et faisant référence au mythe de Thésée libérant les Athéniens du labyrinthe du Minotaure ; la représentation artistique de cette danse prend toujours l'aspect d'une « frise décorative de danseurs avançant en front ouvert et se tenant les mains ». Cependant, il pourrait aussi s'agir simplement d'un cortège funèbre.  
Bien que certaines sections manquent, le cycle peut être reconstitué comme suit : sur l'un des deux côtés courts se trouve un chœur suivi de neuf danseurs, sur un côté long un chœur dont la tête est tournée vers un groupe de dix-huit danseurs, interrompue au centre par un joueur de cithare. De l'autre côté long, l'autre groupe de danseurs interrompu par un jeune homme et de l'autre côté court, très abimé, encore d'autres danseurs et les restes d'un manteau qui pourrait appartenir à un coryphée. Tous les danseurs, représentés de profil, se déplacent vers la droite, en tenant la main non pas de leur voisin mais de celui qui le suit et le précède immédiatement. Les femmes portent un péplos, un manteau qui varie entre les couleurs rouge, jaune, noir, bleu et blanc et la tête et les épaules couvertes par un himation bordé d'une bande haute : certaines d'entre elles portent également un bandeau rouge couvrant le menton. Les hommes portent une tunique courte serrée à la taille par une ceinture et portent des bandes colorées autour du cou. Tous les visages ont à la fois un nez et un menton très prononcés.